# 大理柳
大理柳（学名：Salix daliensis）是杨柳科柳属的植物，是中国的特有植物。分布于中国大陆的四川、湖北、云南等地，生长于海拔1,500米至2,700米的地区，多生长在山谷溪流旁，目前尚未由人工引种栽培。

## 异名
- Salix daliensis C. F. Fang et S. D. Zhao f. longispica C. F. Fang
- Salix sinorivularis P. Y. Mao et H. Li